# Puccinia tanaceti
Puccinia tanaceti ist eine Ständerpilzart aus der Ordnung der Rostpilze (Pucciniales). Der Pilz ist ein Endoparasit von Chrysanthemen. Symptome des Befalls durch die Art sind Rostflecken und Pusteln auf den Blattoberflächen der Wirtspflanzen. Sie ist weltweit verbreitet.

## Merkmale

### Makroskopische Merkmale
Puccinia tanaceti ist mit bloßem Auge nur anhand der auf der Oberfläche des Wirtes hervortretenden Sporenlager zu erkennen. Sie wachsen in Nestern, die als gelbliche bis braune Flecken und Pusteln auf den Blattoberflächen erscheinen.

### Mikroskopische Merkmale

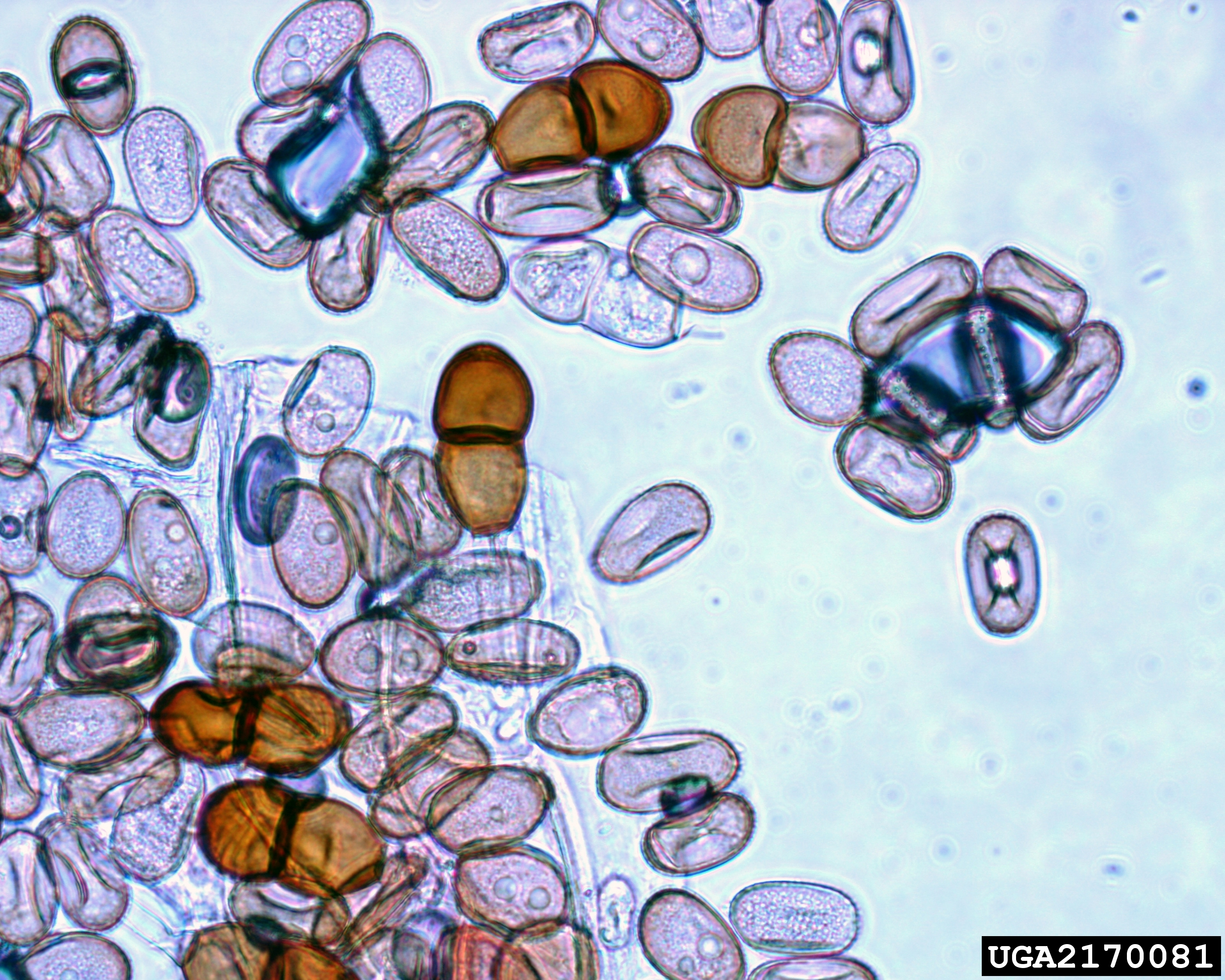
Teliosporen

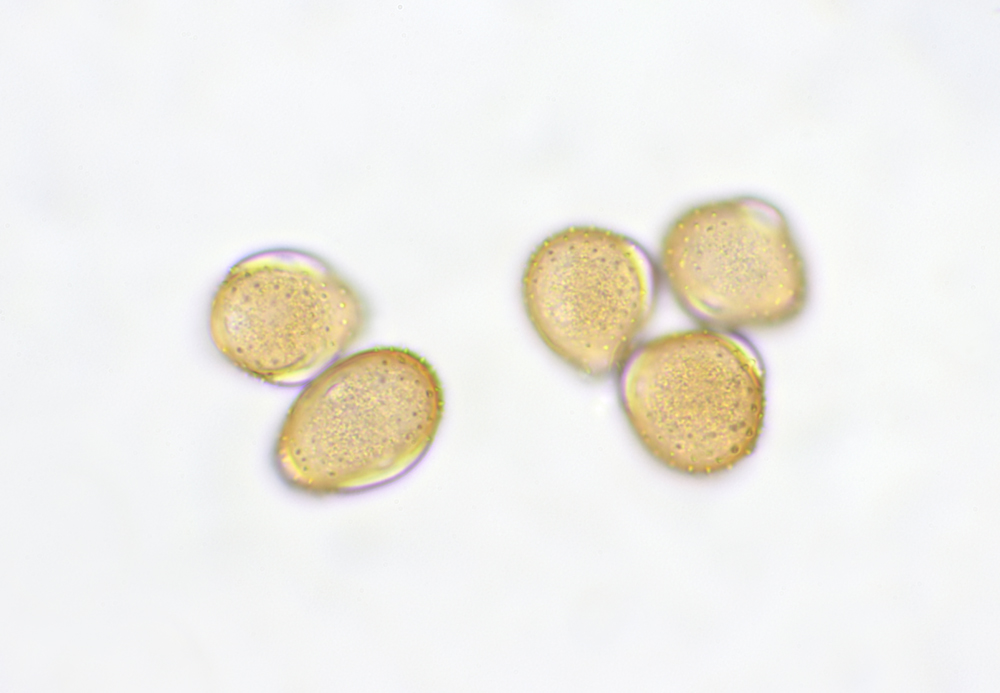
Puccinia tanaceti auf Tanacetum vulgare, Uredosporen mit deutlichen Keimporen-Kappen

Das Myzel von Puccinia tanaceti wächst wie bei allen Puccinia-Arten interzellulär und bildet Saugfäden, die in das Speichergewebe des Wirtes wachsen. Ihre Spermogonien und Aecien sind bislang unbekannt. Die zimtbraunen Uredien des Pilzes wachsen kreisförmig auf der Unterseite der Wirtsblätter. Ihre zimtbraunen Uredosporen sind 28–32 × 22–26 µm groß, breitellipsoid bis eiförmig und stachelwarzig. Die blattunterseitig in Kreisen wachsenden Telien der Art sind schwarzbraun, kompakt und unbedeckt. Die klar kastanienbraunen Teliosporen sind zweizellig, in der Regel ellipsoid und meist 40–56 × 22–28 µm groß. Ihre Stiele sind farblos und bis zu 110 µm lang.

## Verbreitung
Das bekannte Verbreitungsgebiet von Puccinia tanaceti umfasst die ganze Welt.

## Ökologie
Die Wirtspflanzen von Puccinia tanaceti sind verschiedene, vor allem kultivierte Chrysanthemen (Chrysanthemum spp.). Allerdings wurde festgestellt, dass der Pilz ein relativ breites Wirtsspektrum hat und alle Arten aus der Tribus Anthemideae befallen kann, so die Gattungen der Wucherblumen, Artemisia,
Schafgarben, Chrysanthemum und Hundskamillen. Der Pilz ernährt sich von den im Speichergewebe der Pflanzen vorhandenen Nährstoffen, seine Sporenlager brechen später durch die Blattoberfläche und setzen Sporen frei. Die Art durchläuft einen makrozyklischen Entwicklungszyklus mit Spermogonien, Aecien, Telien und Uredien. Als autoöker Parasit macht sie keinen Wirtswechsel durch.